# Miecz Stalingradu

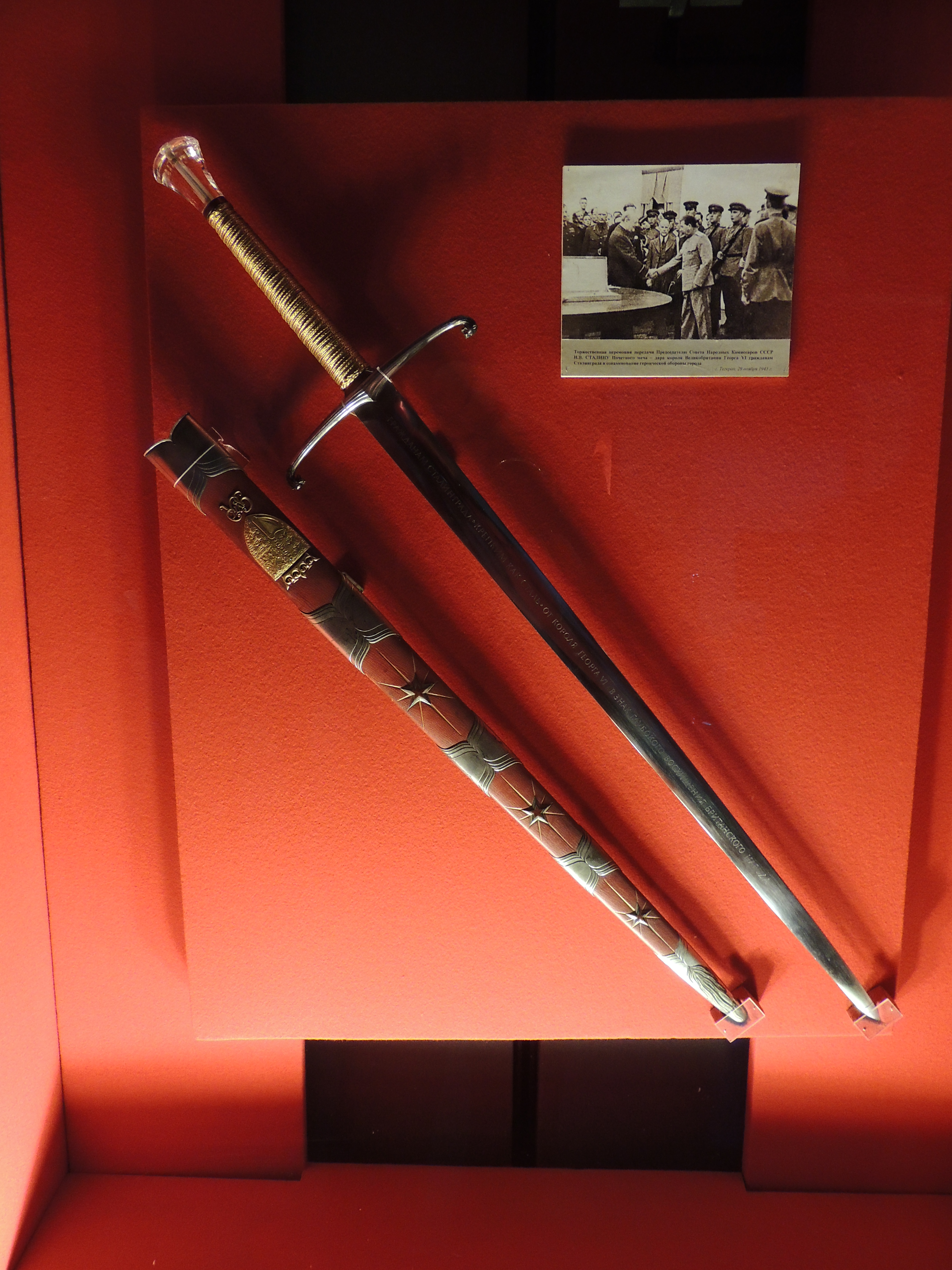
Miecz Stalingradu w Muzeum Bitwy Stalingradzkiej w Wołgogradzie

Miecz Stalingradu – ozdobiony kamieniami szlachetnymi, ceremonialny miecz długi, wykuty na polecenie króla Wielkiej Brytanii Jerzego VI na znak hołdu Brytyjczyków wobec postawy radzieckich żołnierzy broniących Stalingradu podczas II wojny światowej. 29 listopada 1943 r. brytyjski premier Winston Churchill ofiarował go marszałkowi Józefowi Stalinowi na specjalnej ceremonii podczas konferencji teherańskiej, w obecności prezydenta USA Franklina Delano Roosevelta oraz radzieckiej i brytyjskiej gwardii honorowej.

## Opis
Miecz Stalingradu jest obosiecznym, dwuręcznym mieczem o długości około 1,2 m, z wykonanym z litego srebra jelcem. Wypalona kwasem w formie akwaforty inskrypcja w języku rosyjskim i angielskim brzmi:

ГРАЖДАНАМ СТАЛИНГРАДА • КРЕПКИМ КАК СТАЛЬ • ОТ КОРОЛЯ ГЕОРГА VI • В ЗНАК ГЛУБОКОГО ВОСХИЩЕНИЯ БРИТАНСКОГО НАРОДА

TO THE STEEL-HEARTED CITIZENS OF STALINGRAD • THE GIFT OF KING GEORGE VI • IN TOKEN OF THE HOMAGE OF THE BRITISH PEOPLE

W tłumaczeniu na język polski:

OBYWATELOM STALINGRADU • SILNYM JAK STAL • OD KRÓLA JERZEGO VI • NA ZNAK HOŁDU NARODU BRYTYJSKIEGO

Rękojeść miecza jest pokryta 18-karatowym złotem i ma głowicę z kwarcu ze złotą różą Anglii. Oba końce 25 cm jelca są ukształtowane na podobieństwo głowy lamparta i pozłacane.
Obustronne ostrze o długości 91 cm ma soczewkowy przekrój i jest ręcznie kute z najlepszej stali z Sheffield. Pochwa została wykonana ze szkarłatnej skóry baranka perskiego, chociaż niektóre źródła sugerują, że był to safian. Ozdobiona jest królewskimi ramionami, koroną i szyfrem w srebrnym złoceniu z pięcioma srebrnymi oprawkami i trzema rubinami osadzonymi na złotych gwiazdach.

## Produkcja
Miecz zaprojektował Reginald Gleadowe, wykładowca sztuk pięknych Uniwersytetu Oksfordzkiego, po czym projekt został zatwierdzony przez króla. Komisja dziewięciu doświadczonych rzemieślników z Goldsmiths' Hall nadzorowała prace. Rosyjski tekst inskrypcji został sformułowany przez Ellisa Minnsa, ikonologa i dyrektora Pembroke College w Cambridge.
Producentem miecza była firma Wilkinson Sword, a głównymi rzemieślnikami byli miecznicy Tom Beasley i Sid Rouse, kaligraf Mervyn C. Oliver i złotnik Leslie G. Durbin z RAF-u. Stal na ostrze pochodziła od przedsiębiorstwa Sanderson Brothers and Newbould z Sheffield. Realizacja projektu zajęła około trzech miesięcy.

## Prezentacja

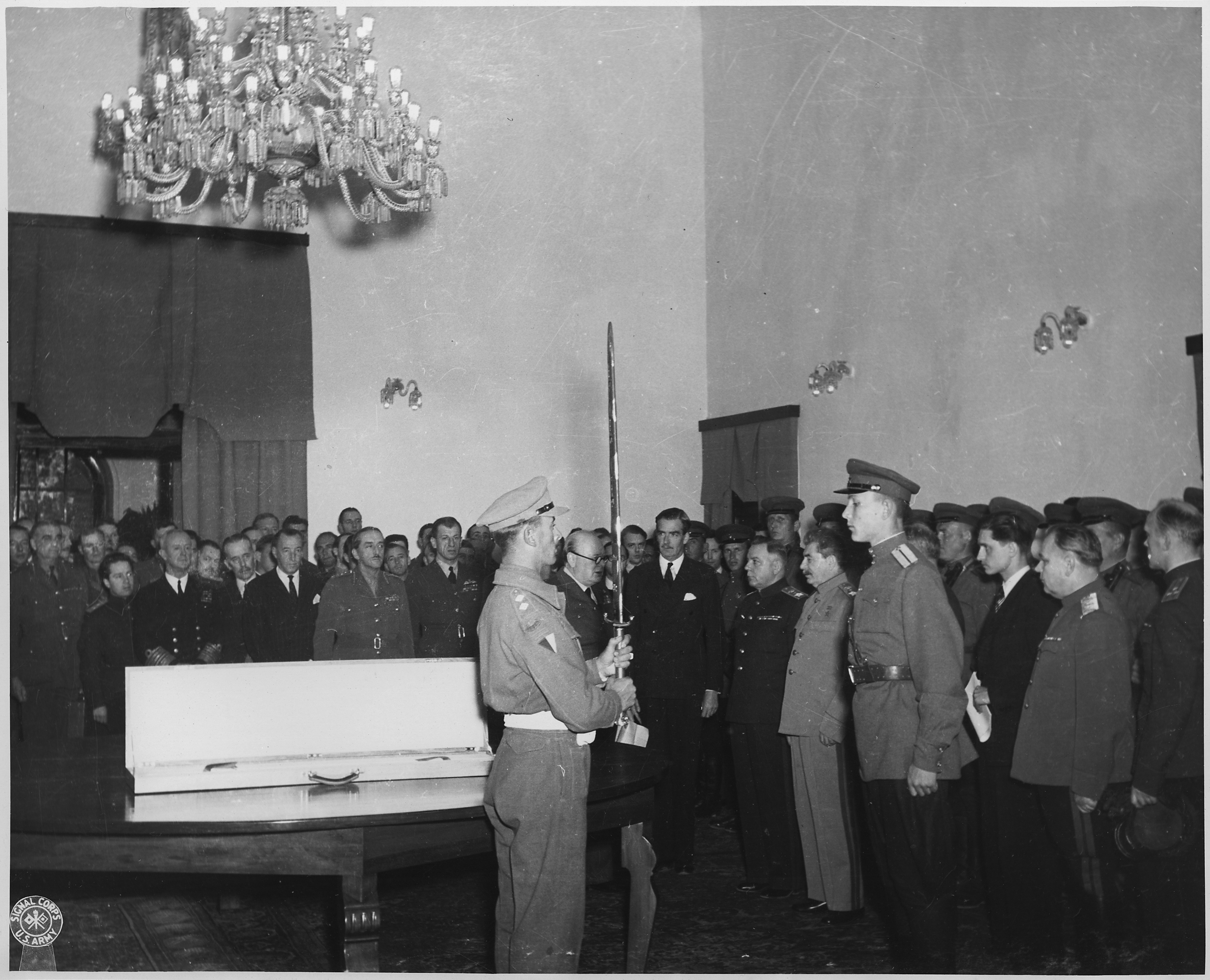
Prezentacja Miecza Stalingradu na konferencji w Teheranie

Oficjalna prezentacja i wręczenie miecza odbyły się podczas spotkania przywódców wielkiej trójki w ambasadzie sowieckiej na konferencji teherańskiej w listopadzie 1943 r., gdzie ustalono ostateczne plany operacji Overlord.
Po trzygodzinnym opóźnieniu przywódcy i ich delegacje zgromadzili się w dużej sali konferencyjnej ambasady z brytyjską i radziecką gwardią honorową ustawioną po obu stronach sali. Winston Churchill wszedł w niebieskim mundurze komandora lotnictwa, a radziecka orkiestra wojskowa zagrała God Save the King i Międzynarodówkę. Churchill odebrał miecz od brytyjskiego porucznika i zwrócił się do Józefa Stalina: „Mam rozkaz [od króla] przekazać ten miecz honorowy jako wyraz hołdu od narodu brytyjskiego”. Stalin pocałował miecz i cicho podziękował Brytyjczykom. Następnie podał broń do wglądu siedzącemu obok Franklinowi Rooseveltowi, który wyciągnął miecz z pochwy i uniósł go, mówiąc: „Naprawdę mieli serca ze stali” (spowodowało to nieporozumienia przy tłumaczeniu, ponieważ w języku rosyjskim przybrane nazwisko Stalina jest bliskie znaczeniowo do „człowieka ze stali”).
Pod koniec ceremonii Stalin nieoczekiwanie przekazał miecz jednemu ze swoich najstarszych i najbardziej lojalnych towarzyszy, marszałkowi Klimentowi Woroszyłowowi. Wydawało się, że został on tym zaskoczony i złapał go w niewłaściwy sposób, przez co miecz wysunął się z pochwy. Naoczni świadkowie różnią się w swoich relacjach co do tego, czy uderzył go w stopę, upadł na podłogę, czy też został złapany na czas, by zręcznym ruchem wsunąć go z powrotem do pochwy.

## W literaturze
Miecz Stalingradu występuje trylogii Sword of Honor Evelyn Waugha, w której autor kontrastuje miecz, dla niego symbol brytyjskiej zdrady Europy Wschodniej wobec ateistycznego Stalina, z mieczem honoru krzyżowców, przodków głównego bohatera trylogii, Guya Crouchbacka. Przed jego przekazaniem Stalinowi, miecz był wystawiany w Wielkiej Brytanii jak ikona religijna, m.in. w Opactwie Westminsterskim. Wydarzenia te stały się kanwą dla kluczowej sceny trylogii Waugha.

## Współcześnie
Oryginał miecza znajduje się w Muzeum Bitwy Stalingradzkiej w Wołgogradzie. Podczas zimnej wojny co najmniej trzy razy wrócił do Wielkiej Brytanii na wystawy czasowe. Ponadto Wilkinson Sword wykonał trzy kopie miecza, z których jedna znajduje się w Południowoafrykańskim Narodowym Muzeum Historii Wojskowości w Johannesburgu.